# Teodor Anghelini
Teodor Anghelini (n. 9 martie 1954 în Brașov) este un fotbalist român, care a jucat pentru echipa națională de fotbal a României. A fost unul dintre  cei mai buni fundași laterali ai echipei Steaua București, în perioada 1975–1984. A fost adus  de la Steagul Roșu Brașov în  1975. A fost component al echipei naționale, fiind coleg cu Vigu, Cornel Dinu, Liță Dumitru, Anghel Iordănescu și alții. După retragerea din teren a devenit  antrenor. A condus echipele Ceahlăul Piatra Neamț, Steaua Mizil, FC Câmpina, FC Predeal, FC Călărași, Aversa, CS Mogoșoaia. A  fost antrenor secund la Steaua, având ca principal pe Victor Pițurcă. A antrenat una din echipele naționale de  juniori. Ultima dată a antrenat clubul Concordia Chiajna în 2010. Ca jucător, a fost, cu Steaua, multiplu campion național (1976, 1978) și câștigător al Cupei României (1976, 1979). Pentru calitățile  sale, scriitorul Fănuș Neagu îl numește într-una din cărțile  sale „briceagul sicilian”.